# Euenheim
Euenheim (mundart: Euem) ist ein Stadtteil von Euskirchen und liegt im Westen der Stadt an der B 56 und B 266. Am südlichen Rand verläuft der Veybach. Anfang 2000 wurde die L 178 nach Westen als Ortsumgehung verlegt. Eine Verlegung der B 56 ist in Planung.

## Geschichte
922 wurde Euenheim erstmals urkundlich erwähnt und unterstand damals der Abtei Siegburg. Ab 1794 gehörte es zusammen mit Dürscheven, Frauenberg und Oberwichterich zur Munizipalität Frauenberg, die bis 1798 dem Kanton Rheinbach, danach dem neu gegründeten Kanton Zülpich angehörte. Am 1. Juli 1969 wurde Euenheim bei gleichzeitiger Auflösung des Amtes Frauenberg ein Stadtteil von Euskirchen. Der Name Euenheim leitet sich entweder von Aue oder Schaf (Ouwe) ab.
Am 31. Dezember 2017 hatte Euenheim 1285 Einwohner.

## Sehenswürdigkeiten
- katholische Pfarrkirche St. Brictius

## Verkehr
Die Busse der Rurtalbus aus dem Kreis Düren fahren mit der AVV-Linie 298 auf ihrer Strecke von Düren nach Euskirchen durch den Ort. Die VRS-Linien 808, 810 und 878 der RVK bzw. SVE verbinden Euenheim mit Euskirchen, Wißkirchen, Schwerfen, Mechernich und Kall. Zusätzlich verkehren einzelne Fahrten der auf den Schülerverkehr ausgerichteten Linien 733 und 738.
| Linie | Betreiber | Verlauf |
| ----- | --------- | --- |
| 298   | Rurtalbus | Düren Bf/ZOB – StadtCenter – Gneisenaustraße – Binsfeld – Rommelsheim – Bubenheim – Jakobwüllesheim – Vettweiß – Froitzheim – (Ginnick ← Embken ← Juntersdorf ←) Füssenich – Geich – Zülpich Post – (Zülpich Bf –) Zülpich Frankengraben – (Adenauerpl./Schulzentr. –) (Nemmenich –) Ülpenich – (Enzen –) Dürscheven – Elsig – Euenheim – Euskirchen Berufskolleg – Euskirchen Bf |
| 733   | SVE       | Schülerverkehr Euskirchen: Wißkirchen – Euenheim / (Oberwichterich → Frauenberg →) Elsig (← Frauenberg ← Oberwichterich) – Euskirchen |
| 738   | SVE       | Schülerverkehr Euskirchen: Billig – Euenheim – Elsig – Wißkirchen |
| 808   | RVK       | Euskirchen Bf – Euenheim – Wißkirchen – Obergartzem – Firmenich – Schaven – Kommern – (Kommern-Süd –) Mechernich Stiftsweg – Mechernich Bf (– Roggendorf – Denrath – Kalenberg – Wallenthal – Wallenthalerhöhe – Kall Bf) |
| 810   | RVK       | Euskirchen Bf – Euenheim – Wißkirchen – Enzen – (Linzenich – Lövenich – Sinzenich –) Schwerfen |
| 878   | SVE       | Euskirchen Bf – Euenheim – Wißkirchen (– Mechernich Stiftsweg – Mechernich Bf – Kall Bf) |

## Sonstiges
In Euenheim befinden sich das Berufsbildungszentrum Euskirchen (BZE), das Veranstaltungszentrum Alte Tuchfabrik und die Studios von Radio Euskirchen.